# Бајсонгорова Шахнама
Бајсонгорова Шахнама (перс. شاهنامه بایسنغری) је илустровани рукопис Шахнаме, збирке епских песама великог иранског песника Фирдусија и ирански национални еп. Рад на овом рукопису започет је 1426. године по налогу тимуридског принца, Бајсонгора Мирзе, а завршен је четири године касније, 1430. године. Налази се у Музеју палате Голестан, у Ирану, и сматра се кључним ремек-делом персијске минијатуре. Књига је играла одлучујућу улогу у очувању персијског као живог језика међу земљама у којима се он говори, као и на Индијском потконтиненту, централној Азији и бившем Османском царству. Она представља суштину естетских и књижевних вредности елитних владара тимуридске ренесансе који су у 15. веку доминирали централном и западном Азијом.
Шахнама је копирана безброј пута и за три њене копије могло би се рећи да имају универзалну вредност: Демотеова, израђена почетком 1300-их за илханидског покровитеља, Гијасудина; Хотонова из 16. века, и Бајасонгорова, која је израђена 1430. године за принца Бајасонгора (1399-1433), унука легендарног војсковође, Тимура (1336-1405). Бајсонгорова копија један од најопсежнијих рукописа Шахнаме, који се састоји од око 58.000 стихова (данашња верзија Шахнаме састоји се од око 50.000 стихова) на персијском језику у такозваном „рахли“ формату (отприлике 38 × 26 cm) на 700 страница. Вредност овог рукописа не лежи само у његовом тексту, већ и у његовој уметничкој изузетности. Написан је насʿталик писмом, има 346 странице и 21 минијатуру школе из Херата и једно је од најважнијих дела која се приписују  тој школи.
Шахнама принца Бајсонгора спада међу најстарије и најдрагоценије примерке књиге која ужива међународни углед због префињености своје израде, уметничких карактеристика и нетакнутог садржаја својих страница. Она, такође, представља ремек-дело иранске декоративне уметности која обухвата њене илустрације, као и вешто изведене технике позлате и повеза. Текст садржи 60.000 стихова на персијском језику у такозваном „рахли“ формату (отприлике 38 × 26 цм) на 700 страница.
Од 2007. године Бајсонгорова Шахнама припада Унеско регистру Памћење света.

## Галерија
- Бозоргмехр, велики везир краља Ануширвана, изазива индијског изасланика на партију шаха, минијатура из Ша-наме принца Бајсонгора
- Фарамарз, син Ростама, оплакује смрт свог оца и ујака Завара, минијатура из Шахнаме принца Бајсонгора